# زيا شاؤول
زيا شاؤول هو لاعب كرة قدم عراقي دولي سابق كان يلعب كلاعب وسط.

## مرحلة الشباب
بدأ زيا شاول مسيرته الكروية مع فريقي ليفي سيفيليان ومدينة سيفيل في مسقط رأسه الحبانية. كان لاعبًا متعدد الاستخدامات، قادرًا على اللعب في الدفاع أو الوسط أو حتى كمهاجم. في عام 1952، انضم إلى فريق شركة نفط البصرة، حيث لعب حتى عام 1953. في عام 1955، انتقل إلى بغداد وتم تعيينه كقائد ومدرب لفريق الأثوري، حيث كان أول مدرب للفريق الذي تولى المنصب كلاعب ومدرب بعد تشكيل الفريق في عام 1955. في عام 1957، انضم إلى نادي أمانة بغداد. في عام 1959، انتقل للعب في نادي الميناء وشارك في المباراة التي أُقيمت في البصرة ضد منتخب الجزائر لكرة القدم في عام 1959. في عام 1961، غادر العراق وانضم إلى نادي آينتراخت فرانكفورت، الذي كان من بين المتأهلين لنهائي كأس أوروبا 1960، في ألمانيا الغربية آنذاك. اعتزل زيا اللعب في عام 1962 بعد أن قرر النادي عدم تجديد عقده موسمًا آخر.

## المسيرة الاحترافية

### المسيرة الدولية
تم اختيار زيا شاول لتمثيل العراق لأول مرة في عام 1957، عندما اختار المدرب إسماعيل محمد زيا ليكون جزءًا من تشكيلته للعب في دورة الألعاب العربية 1957. في عام 1959، اختار المدرب شوقي عبود زيا كجزء من تشكيلة المنتخب الوطني الذي خاض عدة مباريات ودية مع أندية من دول أوروبا الشرقية.

### أندية لعب لها
- فريق شركة نفط البصرة
- نادي الميناء
- آينتراخت فرانكفورت